# Zona del Silencio
La Zona del Silencio es un área localizada en la parte central del Bolsón de Mapimí, entre los estados mexicanos de Durango, Chihuahua y Coahuila. El Bolsón de Mapimí está situado en la parte centro-norte de México, a unos 180 km al noroeste de La Laguna, zona metropolitana que tiene como ciudades principales a Torreón, Gómez Palacio y Lerdo. Forma parte del Desierto chihuahuense.
La Zona del Silencio se encuentra situada entre Durango, Chihuahua y Coahuila, entre los paralelos 26º y 28º. Su nombre proviene del mito urbano de que las ondas de radio no pueden ser transmitidas en el lugar de manera normal.

## Historia
En julio de 1970, un misil de pruebas de mil 500 Athena RTV lanzado desde una base militar estadounidense cerca de Green River, Utah, en dirección al polígono de WSMR, perdió el control y cayó en esta zona. El cohete transportaba dos pequeños contenedores de cobalto 57, un elemento radiactivo. Inmediatamente, un equipo de especialistas llegó en tren para buscar el misil, ingresando por el Paso Tx. Se estaciono en Escalón, Chih. La búsqueda por tierra y aire duró tres semanas. Cuando finalmente se localizó el cohete, se construyó un ramal de vía férrea de 12 km para transportar los restos y una pequeña cantidad de tierra contaminada. Como resultado de las operaciones de rescate de la Fuerza Aérea estadounidense, surgieron varios mitos e historias sobre el área, incluyendo “extrañas anomalías magnéticas que impiden la transmisión por radio”, mutaciones de la flora y fauna o visitas extraterrestres.

## Flora y fauna
En la Zona del Silencio existen áreas con gran concentración de fragmentos de aerolitos, así como especies endémicas, como lo es la tortuga del desierto, reptiles únicos en el mundo y abundantes nopales violáceos. También se pueden encontrar especies vegetales como la gobernadora de Puebla, la sabaneta, ocotillos, magueyes y cactáceas, algunas de ellas endémicas. La fauna incluye liebres y conejos, ratones y ratas canguro, zorros, coyotes y búhos. Al igual que la vegetación, los animales poseen adaptaciones especiales que les permiten vivir en las condiciones adversas de esta árida región.
En 1974 se estableció en la zona una reserva de biosfera, que inició bajo la dirección del Instituto de Ecología, con la participación activa del Gobierno del estado de Durango, CONACYT, INIREB, IPN, SEP, Comités MaB-México y MaB-E. U., la Escuela Normal Superior de París, la Universidad de Arizona, el Musée National d’Histoire Naturelle de París, la UNAM y otras organizaciones.